# Duba Pelješka
Duba Pelješka je naselje u Republici Hrvatskoj, u sastavu općine Trpnja, Dubrovačko-neretvanska županija. Nalazi se na sjevernoj obali Pelješca i najzapadnije je naselje u općini Trpnju. Jedina cesta koja vodi do ovog naselja je lokalna cesta koja se odvaja od državne ceste D 415 kod Gornje Vrućice i prolazi kroz Donju Vrućicu.

## Stanovništvo
Prema popisu stanovništva iz 2011. godine, naselje je imalo 44 stanovnika.
| broj stanovnika | 168   | 191   | 194   | 201   | 177   | 199   | 193   | 156   | 142   | 158   | 160   | 136   | 127   | 67    | 54    | 44    | 29    |
|                 | 1857. | 1869. | 1880. | 1890. | 1900. | 1910. | 1921. | 1931. | 1948. | 1953. | 1961. | 1971. | 1981. | 1991. | 2001. | 2011. | 2021. |

## Galerija slika
- crkva sv. Ante
- crkva sv. Margarite
- Lučica
- Plaža